# Mehmet Haxhosaj
Mehmet Haxhosaj (* 10. September 1972 in Đakovica, SFR Jugoslawien, heute Kosovo) ist ein aus dem Kosovo stammender Autor.

## Leben und Wirken
Haxhosaj absolvierte eine Ausbildung als Alten- und Krankenpfleger in Gjakova. Seit 1991 lebt er in der Schweiz. Er studierte in Zürich ab 1998 Politologie und ab 2000 Germanistik und ist Mitglied des Schriftstellerverbandes Autorinnen und Autoren der Schweiz. Er lebt gegenwärtig in Luzern. Seit 2005 ist er in Zug als Dramaturg tätig. Seine bekanntesten Figuren sind Masimo Lopino in "Herzlich und Hässlich" sowie Rocco in "Metafora".

## Werke
- Pesha e Gurit Deutsch: Gewicht des Steines, Priština 2004
- Fillo me te mbare Deutsch: Fang mit dem Guten an, Priština 2005
- Andorra von Max Frisch, Übersetzung, Gjon Buzuku, Priština 2006

| Personendaten    | Personendaten                           |
| ---------------- | --------------------------------------- |
| NAME             | Haxhosaj, Mehmet                        |
| KURZBESCHREIBUNG | albanischer Autor                       |
| GEBURTSDATUM     | 10. September 1972                      |
| GEBURTSORT       | Đakovica, SFR Jugoslawien, heute Kosovo |